# Cromna
Cromna (en grec antic Κρῶμνα) era una ciutat grega de Paflagònia de la que parla Homer al "Catàleg dels troians" a la Ilíada, on formava part del territori governat pel rei Pilemenes.
Apol·loni de Rodes diu que va ser un lloc on hi van arribar els argonautes durant el seu viatge cap a la Còlquida. Estava situada a 60 estadis a l'est d'Erítinos i a 90 de Citoros. Estrabó diu que es va ajuntar en un sinecisme amb les ciutats de Sesamos, Citoros i Teion per formar la nova ciutat d'Amastris, fundada l'any 300 aC, encara que Teion se'n va separar poc després.